# Embajada de España en Camerún
La Embajada de España en Camerún es la máxima representación legal del Reino de España en la República de Camerún. También esta acreditada en la República Centroafricana (1964) y en la República de Chad (1983).

## Embajador
El actual embajador es Ignacio Rafael García Lumbreras, quien fue nombrado por el gobierno de Pedro Sánchez el 27 de julio de 2022.

## Misión diplomática
El Reino de España posee sólo un edificio de representación en el país, la embajada en la capital del país, Yaundé, creada en 1961, pero, no fue hasta 1962 cuando se estableció el primer embajador residente. Tanto en la ciudad camerunesa de Duala, así como, en la República Centroafricana y la República del Chad existen cónsules honorarios para representar a España con residencia en sus respectivas capitales nacionales.

## Historia
España reconoció la independencia de Camerún en 1960. Un año después se iniciaron las relaciones diplomáticas al tiempo que se creaba la embajada en Yaundé y se proyecta su presupuesto. No obstante, hasta 1962 no se nombra al primer embajador español en Yaundé.

## Demarcación
La embajada española de Camerún está acreditada en los dos países limítrofes con Camerún:
- República Centroafricana: la embajada española no residente en Bangui, capital de la República Centroafricana, se creó en 1964,[4] con establecimiento de relaciones diplomáticas si bien los asuntos consulares dependen de la Embajada española en Yaundé desde su creación.
- República del Chad: España estableció relaciones diplomáticas con Chad en 1975 con la creación de una embajada no residente en Yamena.[5] Desde 1975 los asuntos consulares dependían de la Embajada española en Trípoli (Libia) hasta 1978, finalmente, desde 1983, pasen a depender de la embajada de Yaundé.